# Sárika, drágám
Sárika, drágám (en hongarès Sara, estimada) és una pel·lícula hongaresa de drama moralista del 1971 dirigida per Pál Sándor.

## Sinopsi
Péter Bóna és un director de cinema principat i recentment divorciat que necessita molts diners per solucionar els seus problemes financers amb la seva ex-dona. Fa un viatge a Pécs per visitar la seva tia Sárika, una veterana militant comunista de vida exemplar que va combatre en les Brigades Internacionals a la Guerra Civil Espanyola, i a la que no ha vist des de fa anys. Tot i que el rep molt amablement, es nega rotundament a prestar-li diners.

## Repartiment
- Irma Patkós... 	Galambos Sarolta
- András Kern... 	Bóna Péter,
- Erika Bodnár ... 	Öcsi,ex esposa de Bóna
- Ági Margitai ... 	Professor Mohos
- Kati Sólyom ... 	Zsuzsi
- András Bálint ... 	Zajtai Tibor
- Ila Schütz ... 	Ágnes
- Gábor Ferenczi ... 	Klár Gyuri
- Ildikó Szabó 	... 	Klár Ildikó
- Róbert Koltai
- Árpádné Újváry	... 	Tia Katica
- László Paál
- Tamás Andor ... 	Tamás
- István Verebes 	... 	Matuz Tamás

## Recepció
La pel·lícula fou projectada com a part de la selecció oficial del Festival Internacional de Cinema de Sant Sebastià 1971, on no va ser gaire ben rebuda, titllada fins i tot d'"estranya, confosa i absurda" amb una història "ximple de pur ingènua, contada atropelladament, sense gràcia ni estil".